# Alan Smith
Pour les articles homonymes, voir Alan Smith (homonymie) et Smith.
Alan Smith, né le 28 octobre 1980 à Rothwell, dans la Cité de Leeds (Angleterre), est un footballeur anglais évoluant au poste d'attaquant puis de milieu de terrain.

## Carrière en club

### Leeds United
Né à Rothwell, dans la Cité de Leeds, Smith est formé à Leeds United où il fait ses premiers pas comme professionnel contre Liverpool FC, à 18ans, où il marque en plus son premier but. Par la suite, il s'impose rapidement chez les titulaires formant notamment un beau duo avec Jimmy Floyd Hasselbaink, puis avec Mark Viduka, Harry Kewell ou Michael Bridges. Avec son club, il connait deux demi-finales européenne, une en Coupe UEFA en 2000 et une en Coupe d'Europe des clubs champions en 2001.
C'est donc lors de la saison 1998-1999 et ce match à Anfield, contre Liverpool FC, qu'il commence sa carrière. D'abord sur le banc, il rentre en cours de match puis dès son premier ballon, il marque. Ceci va propulser sa carrière vers le haut. Par la suite, il s'impose comme un titulaire en attaque et un joueur important de l'équipe aux côtés de Jimmy Floyd Hasselbaink.
Smith poursuit sa carrière et prend du galon, tout comme son club de Leeds United. Il montre toute sa classe en 2001, en aidant largement Leeds dans sa quête pour un titre, notamment en Coupe d'Europe des clubs champions où il atteint les demi-finales face à Valence CF, pendant lesquelles il se fait expulser, terminant ainsi cette compétition.
La saison suivante, l'entraîneur, David O'Leary, utilise sa grande polyvalence pour plusieurs postes et décide de mettre Smith au milieu de terrain, tenant compte des nouvelles recrues. 2001 est également l'année où Smudge est sélectionné pour la première fois en équipe nationale d'Angleterre, c'était en mai 2001. Il ne participe pas à la Coupe du monde 2002, mais accepte de jouer pour l'Angleterre des moins de 21 ans. C'est également cette même année 2002 qu'il inscrivit un quadruplé contre le Hapoel Tel Aviv.
Puis quand Leeds United chute, Smith devient le héros du club de sa ville natale, le chouchou des supporters. Il remporte deux années de suite le prix du meilleur joueur de la saison de Leeds United élu par les fans, en 2003 et 2004. C'est une première dans l'histoire du club. Et cela même s'il ne marque que peu, sa volonté de jouer un rôle sur le terrain et ses efforts inlassables en vue de sauver les whites de la relégation est grandement apprécié par les fans de Leeds.
Mais lorsque les peacocks sont relégués en mai 2004, Smith doit les quitter, en embrassant l'écusson et en pleurant lors de son dernier match. Mais sa plus grande erreur est de partir chez le plus grand rival de Leeds United, Manchester United[non neutre]. Puisqu'ensuite il est accusé de trahison envers le club par certains supporters, passant de héros à zéro à leurs yeux. Et ceci en dépit du fait que le club a publiquement déclaré qu'il ne peut se permettre de payer son salaire, que l'offre la plus attrayante est acceptée, et que de toute façon, aucun autre club n'a manifesté un intérêt. Mais il ne part pas sans faire un geste pour Leeds, en grande difficulté financière. Smudge choisit de renoncer à son indemnité du transfert pour laisser la totalité de l'argent à son désormais ex-club. Cependant, certains supporters de Leeds brandissent des banderoles par la suite, proclamant qu'Alan Smith était «Judas», pour exprimer leur colère.
Depuis, Peter Lorimer précise que Leeds avait prévu ce transfert. Et que Manchester United était le seul club faisant une offre à la hauteur de la demande, contrairement à ce qu'ont proposé des clubs comme Everton ou Newcastle United.

### Manchester United
Quand il intègre l'équipe de Manchester United pendant l'été 2004, moyennant un transfert estimé autour de 8 millions d'euros, il laisse donc ses anciens supporters de Leeds United plein de haine envers lui.
À peine arrivé, il impressionne déjà son nouvel entraîneur Alex Ferguson. Il s'adaptera vite, d'abord comme attaquant, puis il doit remplacer Roy Keane au milieu de terrain. Sa combativité lui permet de remplacer l'icône irlandaise du club à merveille jusqu'au jour où contre Liverpool FC, il s'en va contrer un coup franc de John Arne Riise, se fracture la jambe et se démet la cheville. C'est l'une des pires blessures que Sir Alex n'aie "jamais vue". Cette grave blessure va l'écarter des terrains pendant des mois, ainsi que des reds devils où il ne joue presque plus jusqu'à son départ pour l'équipe des Magpies. Il manque par ailleurs la coupe du monde en 2006 à cause de celle-ci.

### Newcastle United
Le 3 août 2007, il intègre l'équipe de Newcastle United moyennant un transfert estimé autour de 7 millions d'euros. Il avait été beaucoup convoité par d'autres clubs comme Portsmouth FC, Everton FC ou Middlesbrough FC.
Alan Smith est très apprécié à Newcastle United mais il ne marque pas et ne joue plus que comme remplaçant à la fin de la saison 2007-2008, c'est pourquoi des rumeurs font penser que l'international anglais pourrait être transféré aux Glasgow Rangers pendant le mercato d'été 2008, mais Smith fait savoir par son agent qu'il ne partirait pas de Newcastle United malgré une triste saison.
Néanmoins, cela ne s'arrange pas pour Smithy et en ce début de saison, il se blesse à la cheville et doit subir une intervention chirurgicale, ce qui le met hors des terrains pendant un peu plus de 6 mois. Pendant le mercato d'hiver de la saison 2008-2009, le club Everton FC essaie une nouvelle fois d'acheter Smith mais sans succès. Middlesbrough FC propose également un échange avec l'attaquant égyptien Mido mais cela n'aboutira jamais. Smithy commence à rejouer avec la Toon Army dans l'équipe réserve puis est pris comme remplaçant pour le match contre West Brom mais ne rentrera pas sur le terrain. Après avoir joué dans un match de la réserve pendant 90 minutes suivant une très belle victoire, il dit à son entraîneur, Colin Calderwood, qu'il avait joué comme Billy Bremner, le plus grand joueur de tous les temps de Leeds United. Son premier match de la saison 2008-2009 avec l'équipe pro arriva le 22 février contre Everton en tant que remplaçant puis le premier en tant que titulaire le 4 mars contre Manchester United. À l'arrivée de Shearer au poste d'entraîneur, il garde une place de remplaçant puis retrouve une place de titulaire au milieu de terrain après d'excellents résultats individuels.
Les Magpies sont relégués et ont de gros problèmes financiers. Mais malgré cela, Smith souhaite absolument rester avec le club pour les aider à remonter, problème : son salaire gène le club. Finalement il reste, devient capitaine de l'équipe aux dépens de Nicky Butt et rencontre en match amical son équipe de cœur, Leeds United. Depuis Smithy est la pièce la plus importante du dispositif de l'entraîneur, Chris Hughton, ainsi que le meilleur joueur d'après un classement établi par rapport aux votes des supporters après chaque match.
La saison suivante commencera d'une façon très décevante, puisqu'à la mi-saison, il ne compte que 7 titularisations, et même s'il est sur chaque feuille de match, il n'entre quasiment jamais en cours de jeu. Il subit la concurrence de Tioté, tout juste arrivé, et même Guthrie lui est préféré. Avec l'arrivée d'Alan Pardew et la blessure de Tioté, il retrouve du temps de jeu avant de se blesser à nouveau, et pour plusieurs semaines. Une fois la saison terminée, le club semble décidé à ne pas retenir le joueur qui n'est plus dans les plans de l'entraîneur . De là, enfle une nouvelle fois une rumeur annonçant le retour de Smudge à Leeds United, auquel le président Ken Bates et l'entraîneur Simon Grayson ne seraient pas opposés. Mais ceci ne se fera jamais, la faute au salaire de Smith qui est trop élevé malgré une partie de celui-ci pris en charge par Newcastle. 
Le 29 janvier 2012, il est prêté aux Milton Keynes Dons, club évoluant en League One (Division 3) jusqu'à la fin de la saison. L'occasion pour lui de marquer ses deux premiers buts en match officiel depuis bien longtemps. Puis, le 10 juillet 2012, il est transféré définitivement vers le club de Milton Keynes. Mai 2014 il est libéré du club. 

### Notts County
Le 20 mai 2014, il rejoint le Notts County.

## Records
Son record de buts en une saison fut 18 buts pendant la saison 2000-2001 avec Leeds United.

## Parcours
- 1997-2004 :  Leeds United
- 2004-2007 :  Manchester United
- 2007-2012 :  Newcastle United
- 2012 :  Milton Keynes Dons  (prêt)
- 2012-2014 :  Milton Keynes Dons[6].
- 2014- :  Notts County

## Palmarès
| - Manchester United - Championnat d'Angleterre - Vainqueur : 2007 - Carling Cup - Vainqueur : 2006 |  | - Newcastle United - Championship - Vainqueur : 2010 |

### Distinctions personnelles
- Leeds United
  - Meilleur joueur de l'année élu par les fans : 2003 et 2004